# هولمز (کنتاکی)
هولمز (به انگلیسی: Holmes) یک منطقهٔ مسکونی در ایالات متحده آمریکا است که در شهرستان ادیر، کنتاکی واقع شده‌است. هولمز ۲۶۰٫۰ متر بالاتر از سطح دریا قرار دارد.